# 1955 في السويد
فيما يلي قوائم الأحداث التي وقعت خلال عام 1955 في السويد.

## أفلام
من الأفلام التي صدرت هذه السنة في السويد:
- 1 يناير – ابتسامات ليلة صيف من إخراج إنغمار برغمان.

## مواليد

### يناير
- 26 يناير – بيورن اندرسون

### مارس
- 22 مارس – لينا أولين ممثلة سويدية.

### أبريل
- 11 أبريل – لينا أندرسون مغنية سويدية.
- 26 أبريل – جون ريب ممثل سويدي.

### أكتوبر
- 16 أكتوبر – بو اندرسون

### سبتمبر
- 19 سبتمبر – كارل ميلز (مواليد 1875) نحات سويدي.
- 25 سبتمبر – مارثا نوريليوس (مواليد 1909) سبّاحة من الولايات المتحدة الأمريكية.